# Topsport Vlaanderen-Baloise/Saison 2014
Dieser Artikel listet Erfolge und Fahrer des Radsportteams Topsport Vlaanderen-Baloise in der Saison 2014 auf.

## Erfolge in der UCI Europe Tour
| Datum         | Rennen                                       | Kat. | Fahrer              |
| ------------- | -------------------------------------------- | ---- | ------------------- |
| 2. Februar    | Grand Prix d’Ouverture La Marseillaise       | 1.1  | Kenneth Vanbilsen   |
| 5. Februar    | 1. Etappe Étoile de Bessèges                 | 2.1  | Sander Helven       |
| 23. März      | Cholet-Pays de Loire                         | 1.1  | Tom Van Asbroeck    |
| 7. Juni       | 2. Etappe Boucles de la Mayenne              | 2.1  | Eliot Lietaer       |
| 25. Juni      | Internationale Wielertrofee Jong Maar Moedig | 1.2  | Gijs Van Hoecke     |
| 29. Juli      | 4. Etappe Tour de Wallonie                   | 2.HC | Tom Van Asbroeck    |
| 19. August    | GP Stad Zottegem                             | 1.1  | Edward Theuns       |
| 22. August    | Arnhem–Veenendaal Classic                    | 1.1  | Yves Lampaert       |
| 13. September | De Kustpijl                                  | 1.2  | Michaël Van Staeyen |
| 24. September | Omloop van het Houtland                      | 1.1  | Jelle Wallays       |
| 12. Oktober   | Paris–Tours                                  | 1.HC | Jelle Wallays       |

## Abgänge – Zugänge
| Zugänge            | Team 2013      | Abgänge             | Team 2014                                      |
| ------------------ | -------------- | ------------------- | ---------------------------------------------- |
| Stijn Steels       | Crelan-Euphony | Sander Armée        | Lotto Belisol                                  |
| Victor Campenaerts | Neoprofi       | Laurens De Vreese   | Wanty-Groupe Gobert                            |
| Moreno De Pauw     | Neoprofi       | Dominique Cornu     | Sunweb-Napoleon Games Cycling Team             |
| Jonas Rickaert     | Neoprofi       | Sven Vandousselaere | Vastgoedservice-Golden Palace Continental Team |
| Edward Theuns      | Neoprofi       | Tim Mertens         | Karriereende                                   |
| Otto Vergaerde     | Neoprofi       | Stijn Neirynck      | Karriereende                                   |

## Mannschaft
| Name                  | Geburtstag         | Nationalität |
| --------------------- | ------------------ | ------------ |
| Victor Campenaerts    | 28. Oktober 1991   | Belgien      |
| Jasper De Buyst       | 24. November 1993  | Belgien      |
| Kevin De Jonghe       | 4. Dezember 1991   | Belgien      |
| Kenny De Ketele       | 5. Juni 1985       | Belgien      |
| Moreno De Pauw        | 12. August 1991    | Belgien      |
| Tim Declercq          | 21. März 1989      | Belgien      |
| Sander Helven         | 30. Mai 1990       | Belgien      |
| Pieter Jacobs         | 6. Juni 1986       | Belgien      |
| Yves Lampaert         | 10. April 1991     | Belgien      |
| Eliot Lietaer         | 15. August 1990    | Belgien      |
| Jonas Rickaert        | 7. Februar 1994    | Belgien      |
| Jarl Salomein         | 27. Januar 1989    | Belgien      |
| Thomas Sprengers      | 5. Februar 1990    | Belgien      |
| Stijn Steels          | 21. August 1989    | Belgien      |
| Edward Theuns         | 30. April 1991     | Belgien      |
| Tom Van Asbroeck      | 19. April 1990     | Belgien      |
| Kenneth Vanbilsen     | 1. Juni 1990       | Belgien      |
| Preben Van Hecke      | 9. Juli 1982       | Belgien      |
| Gijs Van Hoecke       | 12. November 1991  | Belgien      |
| Arthur Van Overberghe | 7. Februar 1990    | Belgien      |
| Michaël Van Staeyen   | 13. August 1988    | Belgien      |
| Pieter Vanspeybrouck  | 10. Februar 1987   | Belgien      |
| Otto Vergaerde        | 15. Juli 1994      | Belgien      |
| Zico Waeytens         | 29. September 1991 | Belgien      |
| Jelle Wallays         | 11. Mai 1989       | Belgien      |